# I 4 del Texas
I 4 del Texas (4 for Texas) è un film del 1963 diretto da Robert Aldrich, con Frank Sinatra, Dean Martin, Anita Ekberg, Ursula Andress e Charles Bronson. Ambientata in Texas durante il periodo del Far West, la pellicola offre una commedia con molte star dell'epoca e con un cameo del trio comico dei Tre Marmittoni.

## Trama
Texas, 1870. Una diligenza che trasporta 100.000 dollari verso la città costiera di Galveston, viene assaltata da un gruppo di banditi guidati dal criminale Matson e orchestrati dall'imprenditore Burden. L'assalto fallisce in mezzo al deserto e i banditi si ritirano. Gli unici a salvarsi sono l'avventuriero Joe Jarrett e il criminale Zack Thomas, che aveva ottenuto i soldi in prestito con l'avallo di Burden per aprire un'attività legale; i due superstiti si contendono i soldi, imbrogliandosi l'un l'altro più volte. Joe ne esce vittorioso e raggiunge per primo la città, iniziando a spendere il denaro e depositandolo in banca grazie all'aiuto di Angelo, un tuttofare sveglio che diventerà un suo collaboratore.
Burden si inserisce nel consiglio direttivo della banca per cercare di risollevarne le sorti, facendo però i propri interessi e inserendosi nella rivalità di Thomas e Matson, in quanto il primo aveva ucciso sei banditi durante l'attacco alla diligenza. Cercando di recuperare parte del denaro, Zack invita Joe a un incontro presso un club, dove Metson lo attacca di sorpresa e Jarrett gli salva la vita, ferendo il bandito. L'episodio non placa però la voglia di rivincita di Zack, che cercherà di ostacolare qualsiasi attività di Joe in città.
Consigliato da Angelo, Jarrett decide di visitare il battello a vapore Sultana del suo capitano Max, che si rivela essere una donna europea di nome Maxine e lo accoglie a fucilate. Il tutto è un'abile mossa di Max nel cercare soci per la ristrutturazione del battello Sultana e nella ricerca di un compagno: Joe infatti acconsente l'investimento e nella trasformazione della barca in sala da gioco galleggiante, evitando di poco le seduzioni della donna.
Anche Zack si trova a fronteggiare l'aspetto matrimoniale con la sua compagna Elya, riuscendo a sottrarvisi concentrandosi sugli affari: blocca l'accesso alla banchina per il battello Sultana e cerca di risollevarsi dall'affondamento di una sua barca, la Spindrift, con il carico di cotone. Appresa la notizia, Joe decide di indagare sul naufragio e Angelo ritrova l'unico superstite in punto di morte, da cui Joe ottiene la confessione di aver affondato volontariamente la Spindrift senza il carico, sotto ordine di Burden che ha poi fatto sparare al marinaio per non avere testimoni. Joe pensa che Zack Thomas abbia dato l'idea a Burden, ma non fa differenza alla fine, così ricatta il banchiere per frode sull'assicurazione, ottenendo la concessione della banchina, e prepara l'inaugurazione. Burden riesce a malapena a giustificarsi con Zack, sostenendo di aver agito per curare i suoi interessi; Zack decide di passare alle maniere forti.
Il battello viene chiamato Maison Rouge e viene inaugurato alla presenza di tutta l'alta società di Galveston. Nel tentativo di distruggere l'attività commerciale, Zack e i suoi uomini raggiungono il molo e iniziano una rissa; ad un certo punto Joe convince Zack a giocarsi tutto in uno scontro singolo tra i due capi, mettendo in palio tutta la barca. Durante il combattimento, finiscono in un magazzino e lì Zack scopre casualmente le merci dello Spindrift, rendendosi conto che Burden lo ha imbrogliato, e gli avrebbe rivenduto dopo il suo stesso cotone; da parte sua Joe capisce perché Burden ci teneva a vietare l'accesso alla banchina (il timore di essere preso in flagrante); a questo punto Max e Elya intervengono armate, costringendo i rispettivi amanti a mettere fine alle loro rivalità diventando soci in affari, oltre che a sposarle. I due acconsentono con riluttanza e dichiarano ai loro uomini che saranno soci.
Nella confusione Burden attiva la sirena del battello, dando così il segnale a Metson che aspettava a qualche isolato con un gruppo di delinquenti, per distruggere la Maison Rouge e liberarsi di Thomas e Jarrett; la banda di Metson attacca il gruppo dei due nuovi soci. Metson sparisce dalla mischia e raggiunge la nave con una piccola scialuppa, volendo far saltare in aria la Maison Rouge. Prima di accendere la dinamite non resiste alla tentazione di sparare a Zack Thomas, colpendo per errore Joe Jarrett e venendo ucciso in risposta da Zack e da Max. Il combattimento termina, Burden viene allontanato e portato dallo sceriffo, Elya e Maxine riescono finalmente a sposare i loro compagni.

## Produzione
Nella realizzazione del film Aldrich si scontrò molte volte con la personalità di Sinatra, il quale voleva registrare la scena alla prima ripresa ed era spesso assente per giorni. Il regista stimò inoltre che Sinatra, pur essendo attore protagonista della pellicola, spese solo 80 ore su 37 giorni di lavorazione.
Tra i personaggi, il ruolo femminile di Elya era stato originariamente destinato a Sophia Loren, che rifiutò la parte benché le fosse stato offerto un milione di dollari per quattro settimane di lavoro.
Il film ha ottenuto l'11% di recensioni critiche positive su 9 totali dal sito Rotten Tomatoes.